# 鏡の国のアリス
『鏡の国のアリス』（かがみのくにのアリス、英: Through the Looking-Glass, and What Alice Found There）は、1871年に発表されたルイス・キャロルの児童小説。『不思議の国のアリス』（1865年）の続編である。
前作では不思議の国を冒険した少女アリスが、今作では鏡を通り抜けて異世界（鏡の国）に迷い込む。前作と同様、文中には様々な言葉遊びやパロディがちりばめられているが、即興で作られた話がもととなっている前作とは異なり、はじめから出版を意図して作られた今作の物語はより知的な構成がとられており、アリスをはじめとする登場人物たちはチェスのルールに従って、桝目で区切られた鏡の国の中を行き来する。
また今作ではハンプティ・ダンプティやトゥイードルダムとトゥイードルディーといった、マザー・グースに由来するキャラクターが登場するほか、ナンセンス詩の代表作として知られる「ジャバウォックの詩」が作中作として登場する。前作同様、ほかにも多くの詩と童謡が作中に挿入されており、挿絵も引き続きジョン・テニエルが手がけている。『不思議の国のアリス』と対になる作品として、前作とともに様々な言語に翻訳されて世界中で読まれており、前作と組み合わせた映像化をはじめとして様々な翻案や派生作品を生んでいる。

## 作品背景

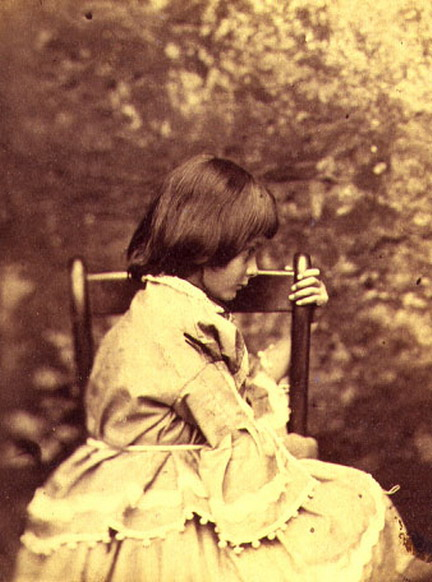
アリス・リデル（キャロルの撮影、1858年）

前作と同じく、『鏡の国のアリス』もまたアリス・リデルをはじめとするリデル姉妹との交流が着想のもとになっており、今作では特に1863年の間の出来事が物語に大きな影響を与えている。この年の3月10日、キャロルとリデル家の所属するオックスフォード大学の学寮クライストチャーチの出身である皇太子（のちのエドワード7世）の結婚式があり、その日に至る数日間盛大なお祭り騒ぎがあった。キャロルも結婚式の前日、自分の弟エドウィンとともにアリスに付き添い、イルミネーションで飾られたオックスフォードの町を練り歩き祝祭を愉しんだ。同年の6月にも皇太子夫妻のオックスフォード再訪問があり、このときは祝典に合わせてバザーが開かれ、リデル家の姉妹は皇太子妃に白い子猫を売った。アリスが女王になるまでの道のりという『鏡の国のアリス』のテーマや、作中冒頭のアリスと子猫とのやりとり、ライオンとユニコーンの挿話などは、この王室の祝典から着想を得ているものと考えられる。
さらにこの二つの祝典の間の1863年4月、キャロルはチャールストン・キングズに滞在していたリデル姉妹に招かれて、この地で数日間姉妹とともに過ごしている。同地にはリデル姉妹の祖父母の住むヘトン・ローン館があり、リデル夫人が出産間近となっていたために、姉妹はこの田舎の家に一時預けられていたのである。ヘトン・ローン館の客間の暖炉の上には部屋全体が映る大きな鏡がしつらえられており、これが鏡を通り抜けて別の世界に行くというアイディアのもとになったものと考えられる。そして昼食後、キャロルが姉妹とともに馬車で散歩に行き、丘からグロスターシャーの平野を眺めると、ちょうどチェス盤のような田園風景が広がっていた。また本作第3章の客車の場面は、同年6月25日に学寮関係者でニューナムへ遠足に行き、その帰りにキャロルとアリス、その妹のイーディスの3人だけが鉄道を使って帰ってきたときの出来事を再構成したものである。

## 出版まで
1865年に『不思議の国のアリス』を刊行して一躍有名人となったルイス・キャロルは、この作品の好評を受けて続編の構想を始めた。キャロルが『アリス』の出版者であるアレグザンダー・マクミランに宛てた1866年8月24日の手紙の中では、まだ明確な形をとっていないものの、続編を書く考えを抱き始めていることが記されており、そしてその年の暮れまでには実際に執筆に着手した。原題の『鏡を通り抜け、そしてアリスがそこで見たもの』というタイトルをキャロルに提案したのは、オックスフォード大学の同僚であった友人ヘンリー・リドンであったらしい。
物語の執筆の傍らで難航したのが挿絵の依頼であった。キャロルはおそらく、前作の挿絵を担当したジョン・テニエルにまず依頼を行ったと考えられるが、テニエルは多忙を理由にこの仕事を断ったのである。このためキャロルは挿絵画家を探し回らねばならず、テニエルの推薦を受けてリチャード・ドイルやキングスリーの『水の子』の挿絵を担当したノエル・ペイトン卿などに当たったが、いずれも都合が合わなかった。結局、キャロルはテニエルに、彼が現在仕事を引き受けている出版者すべてに対して、向こう5か月分の違約金を代わりに支払うという条件を提示し、1868年6月にさらに「暇を見つけては」という条件のもとでこの仕事を引き受けさせることになった。

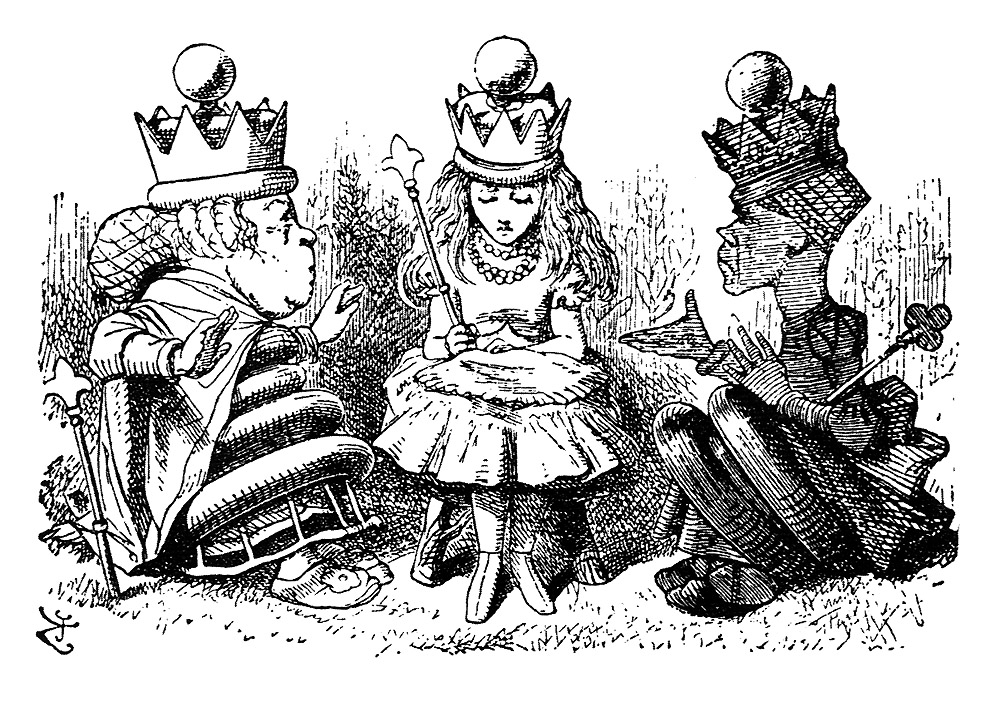
テニエルの描いた女王アリス（中央）。初案ではちょうどチェスの駒に形状が似るクリノリンを着せられていた（画像は修正後）。

前作と同じく、今回もキャロルは挿絵に対しこと細かに注文をつけテニエルをうんざりさせた。例えば物語の後半で女王となるアリスに、テニエルははじめクリノリンを履かせていたのだが、クリノリンを毛嫌いしていたキャロルはこのシーンをすべて普通の正装に書き直させている。その一方でテニエルもキャロルの文章に注文をつけており、作中の詩に出てくる「大工とセイウチ」の組み合わせに抗議するなどした。さらにテニエルは、「かつらをかぶった雀蜂」が登場する作中の一挿話に対し不満を表明し、キャロルもこれを受け入れてこの挿話を丸ごと削除している。この削除された挿話は1974年になって初めて発見された（後述#削除された挿話を参照）。
1869年の1月には、キャロルはマクミラン出版社に最初の一章の原稿を送っている。しかしテニエルがあらかじめ忠告していた通り挿絵の仕事は遅れ、1871年1月に最後の校正刷りをテニエルに送ったキャロルは、すべての挿絵を受け取って『鏡の国のアリス』を刊行するまで1年近い時間待たされることになった。こうして1871年12月24日のクリスマスに刊行された『鏡の国のアリス』はすぐにベストセラーになり、各紙の書評で前作に劣らない賛辞が送られた。刊行から1年の間に2万5000部ほどを売り、その後も一度も途切れることなく版を重ね続け、キャロルが死去した1898年までに10万部以上の『鏡の国のアリス』が刷られている。

## 削除された挿話

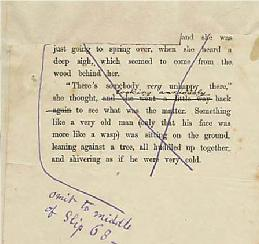
発見された校正ゲラ刷りの一部。校正の指示はキャロルの自筆。

前述のように、テニエルは「かつらをかぶった雀蜂」の挿話に対して不満を表明し、結果的にキャロルにこの部分を削除させている。そんなものをどうやって絵に描けばよいのかわからないし、そもそも話としても全く面白くない、というのが、キャロル宛の書簡で表明されたテニエルの主張であった。このやりとりはキャロルの甥のスチュワート・ドジソン・コリングウッドが記したキャロルの伝記（1898年）で触れられているだけで、その削除された本文がどのようなものであったのかは長らく誰にも知られないままであった。しかし1974年になって、この削除部分の校正刷りがサザビーズのオークションに出品され、これによって初めて世に出された。売り手は匿名の人物であり何者か不明だが、原稿はドジソン家の年長の人物の誰かからその売り手に手渡されたものであるという。この原稿はその後書籍にも収録され出版されている（日本語版では高山宏訳『新注 鏡の国のアリス』に所収）。
この挿話はテニエルの手紙の内容からして、第3章の汽車のシーンの前後にあったものと推測されていたが、現物の発見によって、実際には第8章の最後に入っていたものであることがわかった。テニエルとコリングウッドは「章」と表現していたが（そのため既存の12章とは別にもう1章あったのだと誤解されてきた）、実際には独立した章となるような長いものではない。アリスが白の騎士と別れたのち、次の桝目に進もうとする直前の場面で、「スズメバチ」の深いため息を聞いたアリスが引き返し、彼の話を聞いてやるという内容で、問題の「かつら」は派手な黄色をした、海藻のかたまりのようなかたちをしたものと表現されている（当初はハンカチで隠されている）。またパロディ詩とおぼしき詩（原詩は不明）も一篇差し挟まれている。
「白の騎士」が登場する第8章はそうでなくとも長い章であり、キャロルがテニエルの提案を受け入れたのは、この章を短くする意図もあったと推測できる。発見された挿話はテニエルが判断したとおり、『鏡の国のアリス』の他の部分に比べて精彩を欠いている、というのが読者の概ね一致した見解であるが、しかしそれはキャロルが本腰を入れて推敲を行う前であったためであるとも考えられる。

## あらすじ
ガイ・フォークス・ナイトの前日、暖炉の前で糸を繰っていたアリスは、毛糸玉を解いてしまった子猫のキティをしかり、そのまま子猫を相手に空想ごっこを始める。その延長で鏡の中の世界を空想しているうちに、アリスは実際に鏡を通り抜けて鏡の世界に入り込んでしまう。鏡の中の暖炉の前では、チェスの駒が意思を持って動き回っているが、はじめ彼らにはアリスの姿が見えず、アリスは彼らを持ち上げたりして驚かせる。アリスは鏡文字で書かれた本の中の詩（ジャバウォックの詩）を鏡に映すことによって読みとったあと、戸外に出かけてゆく（第1章 鏡の向こうの家）。アリスは丘に上ろうとするが、道がアリスの意思に逆らって何度もアリスを家の前に戻してしまう。そのうちにアリスは喋る花々が植えられた花壇に行き当たり、オニユリやバラなどと言葉を交わす。そこにアリスくらいの背丈になった赤の女王が通りかかり、アリスはあえて逆方向に進むことによって女王に追いつく。丘に着いたアリスは小川と垣根でチェス盤のように区切られた景色を眺めてこの世界全体がチェスゲームになっていることを知り、赤の女王の助言で自分も駒として参加することを決める（第2章 生きた花園）。
白の歩（ポーン）となったアリスは、最初の一手で2枡進むために自分でも知らないうちに列車に乗りこみ、紙を着た紳士、ヤギ、カブトムシ、ひっきりなしに駄洒落を言う声（姿は見えないが、後で巨大な蚊とわかる）と相席する。やはり知らないうちに再び列車の外に出たアリスは、巨大な蚊と二人きりになり、彼から様々な鏡の国の虫を紹介される。その後一人になったアリスは、そこに入ると物の名前がわからなくなる「名無しの森」に入り、そこで仔鹿と道連れになるが、森を出た途端にアリスが「人間」であることを思い出した仔鹿は逃げていってしまう（第3章 鏡の国の虫たち）。再び一人になったアリスは、次の章でマザー・グースのキャラクターであるトゥイードルダムとトゥイードルディーに出会う。彼らはアリスに眠り込んでいる赤の王を見せ、アリスは王の夢の中の人物に過ぎないのだと教えたあと、唄の通りに壊れたがらがらをめぐって決闘の準備を始め、やはり唄のとおりに、飛来してきた巨大な鴉を恐れて逃げていってしまう（第4章 トゥイードルダムとトゥイードルディー）。
そこに、大鴉のはばたきによって女王のショールが飛ばされてくる。アリスはやってきた白の女王の身だしなみを整えてやり、彼女から、自分は時間を逆方向に生きていて未来のことを記憶しているのだといった不条理な話を聞かされる。しかし二人がいっしょに小川を越えると、不意に女王はヒツジに姿を変え、あたりは雑貨店の店内になる。その不思議な店では、アリスが棚にあるものを見ようとすると決まってそこだけ空っぽになる。アリスはいつの間にかヒツジを乗せてボートを漕いでいる自分に気づき、ヒツジに言われるままにボートを漕いだり、花を摘んだりしたあと、再び知らないうちにもとの店内にもどる。アリスは卵を買うことにし、逃げていく卵を追って知らないうちに戸外に出る（第5章 毛糸と水）。その卵は塀の上に座り、マザー・グースのキャラクターであるハンプティ・ダンプティに変わる。彼は尊大な態度でアリスに自慢話をし、自分は言葉に好きな意味をこめて使うことができるのだといったことを語る。アリスは「ジャバウォックの詩」を彼に解説してもらうが、彼のもとを去ると、その背後で大きな落下音が起こる（第6章 ハンプティ・ダンプティ）。
落下音が起こった途端、森の奥から白の王の大軍勢が現われる。アリスと白の王は、使者の一人（ヘイヤ）からの知らせを受けてもう一人の使者（ハッタ）が待つ町に向かい、そこで王冠をめぐって争っているライオンとユニコーンを見物する。ライオンとユニコーンはマザー・グースの唄の通りに町中を追いかけまわったあとプラムケーキを注文し、アリスがそれを切る役目を言い渡されるが、あたりに大きな太鼓の音が響き始め、アリスはその音から逃れて次の桝目に出る（第7章 ライオンとユニコーン）。音がやむとアリスのもとに赤の騎士と白の騎士がやってきて、アリスをめぐって決闘をはじめる。勝利した白の騎士はアリスを次の桝目まで送り届けようと申し出、上下逆さの小箱や円錐形の兜といった自身の様々な珍奇な発明を披露しながら森のはずれに案内し、そこで長い歌を贈ってアリスと別れる（第8章 拙者の発明にござる）。
次の桝に入ったアリスは、自分の頭に王冠が載っていることに気づき、自分が女王になれたことを知る。するといつの間にか自分の両側に赤の女王と白の女王が座っており、二人は女王の資格を問うために、「犬から骨を引くと答えは何か」といった不条理な質問を続けざまにアリスに行う。二人が疲れて眠ると不意にアーチが現われ、アリスがそれをくぐるとアリスのためのディナーパーティが始まる。しかし運ばれてきた料理はどれも紹介が済むとそのまま下げられていき、アリスはなにも食べることができない。アリスがスピーチを始めようとすると、食器や女王たちが変形し始めあたりは大混乱に陥る。かんしゃくを起したアリスは、小さくなった赤の女王を捕まえる（第9章 アリス女王）。そして女王をゆすぶると、その姿は不意に子猫のキティに変わる（第10章 ゆすぶると/第11章 めざめると）。アリスはどうやら夢を見ていたらしいと悟り、子猫たちにあれこれ問いかけたあと、この夢ははたして自分の夢だったのか、それとも赤の王の夢だったのかと自問する（第12章 どちらの夢だった？）。

## チェス

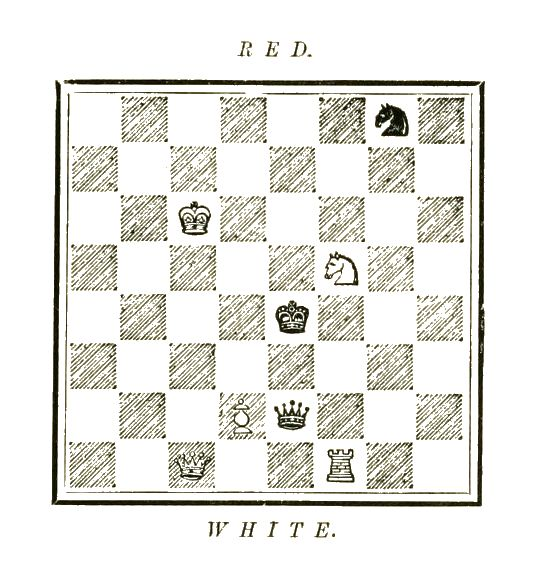
キャロルが登場人物の行動を説明するために記載した棋譜

「鏡の国」におけるアリスの行動はチェスのルールに沿ったものとして描かれており、本作の冒頭にはその点を明示する、キャロルによる棋譜と指し手の解説が掲載されている。これによれば、白の歩（ポーン）であるアリスは、初期配置（白側から見て左より4列目、下から2列目）で赤の女王と出会い、次の手でルールに従って2枡分（作中では汽車に乗ることによって）進む。そこから様々なキャラクターと出会いながら1手ずつ進んでいき、8桝目に至ってクイーンに昇進（プロモート）したのち、11手目で赤の女王を取り勝利するということになる。なおこの説明では白の10手目でアリスが「入場」（キャスリング）するとなっているが、実際のチェスのルールにそうした指し手があるわけではない。
もともとはこの棋譜とともに、チェスの駒の配置に対応させたキャラクターの一覧表が掲載されていたが、かえって混乱のもととなるためか1896年の版から割愛され、入れ代わりにキャロルの序文が掲載されるようになった。この序文で言明されているように、チェスのルールにある程度沿っているのは駒の動きだけで、白と赤の指し手の交代などは厳密に守られてはいない。このチェスのモチーフは、白と赤（黒）の駒が必ず対になるという点で、鏡という本作のもうひとつのモチーフとも合致していると考えられる。

## キャラクター

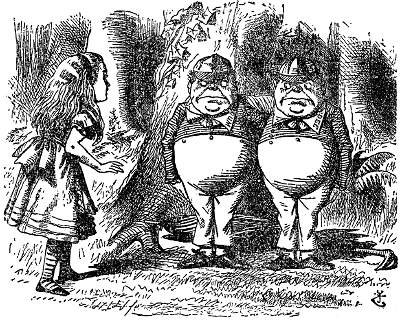
トウィードルダムとトウィードルディー

前作では年齢が示されなかった主人公アリスは、本作では作中の会話の中で「7歳とちょうど半分」と発言しており、おそらく前作から半年分の歳をとっているものと見られる。前作から引き続き登場するキャラクターとしては、他にハッタとヘイヤと名を変えた帽子屋と三月ウサギがいるが、本文中でそれと示されているわけではなく、アリスも彼らとの再会には気がつかない。
チェスをモチーフとした本作には、それぞれ赤と白の女王および王、また白の騎士といった、チェスの駒にそのまま人格を与えたキャラクターが登場する。作品の冒頭と最後に出てくるアリスの黒猫（キティ）と白猫（スノードロップ）のペアもまた、二色からなるチェスのモチーフに対応したものである。他方の鏡のモチーフは、トゥイードルダムとトゥイードルディー、ライオンとユニコーンなど、対になって登場するキャラクターが多い点に見出すことができる。彼らとハンプティ・ダンプティはいずれもマザー・グースに基づくキャラクターであり、キャロルの創作というわけではないが、個性的に描かれたテニエルの挿絵によって本作品は後世の彼らのイメージ形成に強い影響を与えているものと見られる。
前作『不思議の国のアリス』と同様、今作のキャラクターのうちのいくつかも、キャロルとアリス・リデルの周辺の身近な人物をモデルにしたり暗示したりしたものと推測されている。例えば第2章に登場する「物言う花」のうちのバラ（ローズ）とスミレ（ヴィオレット）は、アリス・リデルの下の妹ローダとヴィオレッタを暗示していると見られる。アリスに献身的な、発明好きの白の騎士は、一般にルイス・キャロル自身をモデルにしたキャラクターと考えられており、「赤の女王」はリデル姉妹の家庭教師プリケット嬢をモデルにしているのではないかと言われている。

## 詩と童謡

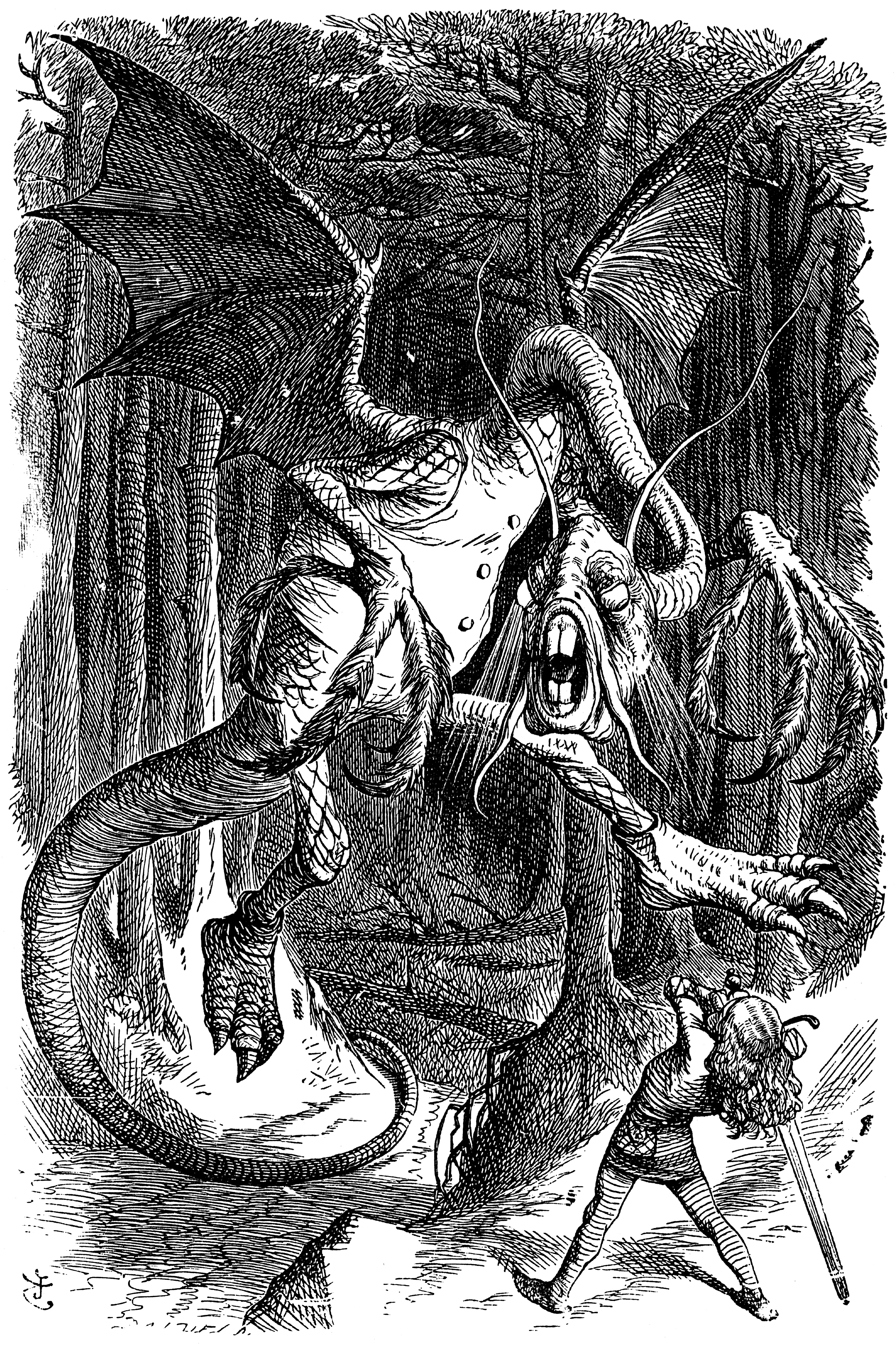
「ジャバウォックの詩」

作中に挿入されている詩や童謡。特にタイトルのないものは書き出しを示す。
- 「純粋で曇りのない表情の･･･」 (Child of the pure unclouded brow ...) ：巻頭に掲げられている献呈詩。アリスの物語成立の発端となったアリス・リデルとの舟遊びを思い返し、時の流れが二人の間を隔てはじめたことを嘆きながら、ひとときの物語に耳を傾けて欲しいと訴える内容。
- 「ジャバウォックの詩」 (Jabberwocky) ：第1章で、鏡の国に入り込んだアリスが本の中から読み取る6連からなる詩。キャロルの自作であり、このうちの第一連は1855年、キャロルが23歳のときに、幼い弟妹たちのために作っていた家庭内回覧誌のなかに既に現れている。かばん語を多用した一見難解な詩で、アリスは字句を読み取ったものの意味が解読できず、第6章でハンプティ・ダンプティにその解釈を依頼することになる。内容は森に棲んでいるらしい得体の知れない怪物「ジャバウォック」を騎士が討伐するというような筋で、英雄叙事詩のパロディであるが、特定の原詩は見つかっていない。ナンセンス詩の傑作として知られており、様々な言語に巧みに翻訳され、またパロディも多く作られている。[31]
- 「トゥイードルダムとトゥイードルディー」 (Tweedledum and Tweedledee)：第4章で引用されるマザー・グース。トゥイードルダムとトゥイードルディーという双子らしき二人ががらがらをめぐって決闘をすることになるが、そこに巨大な鴉がやってきたためにうやむやになる、という内容で、作中でもこの唄に沿って物語が展開する。この詩の文献登場は19世紀のはじめまでさかのぼるが、キャロルが本作に使用したことで広く知られるようになった[32]。

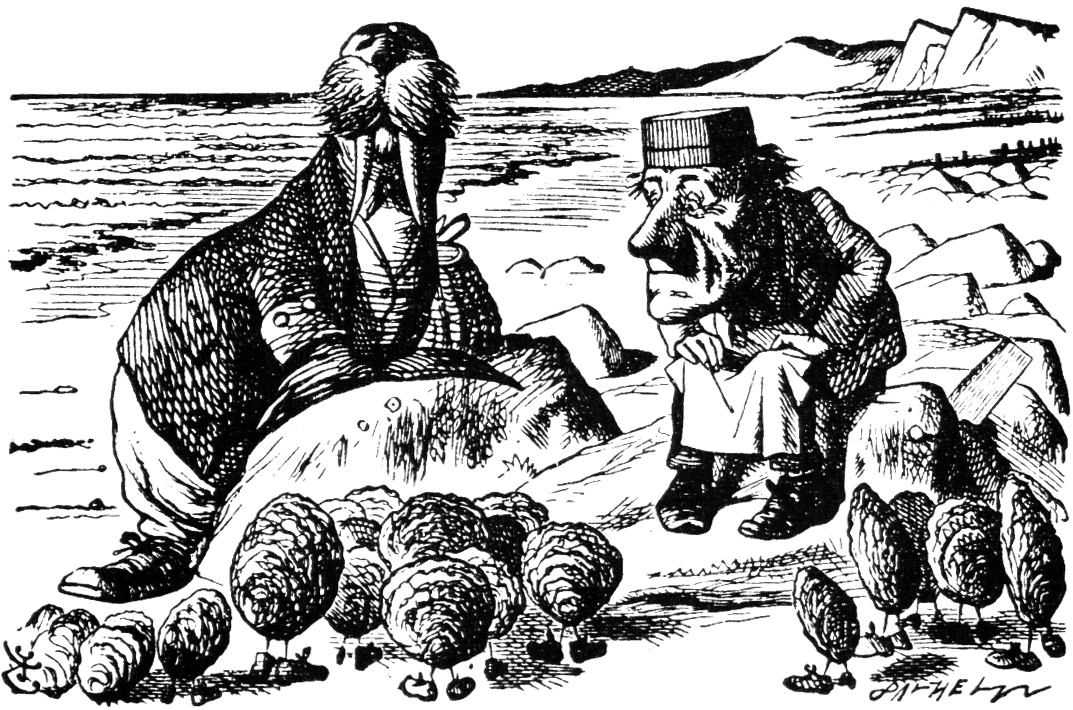
「セイウチと大工」

- 「セイウチと大工」 (The Walrus and the Carpenter) ：第4章でトゥイードルディーがアリスに暗誦してみせる詩。なぜか太陽の沈まない夜に、嘆き悲しみながら歩く大工とセイウチが、浜辺の牡蠣たちに一緒にくるように誘っておきながら、その牡蠣たちをふたりで全部食べてしまう、という内容のナンセンス詩。韻律はトーマス・フッド（英語版）の詩「ユージン・アラムの夢」をまねたもの。ジョン・テニエルはこの詩のセイウチと大工という組み合わせに抗議し、そのためキャロルは大工の代わりに（韻律的に代替可能な）蝶か准男爵にするという別案を提示したが、テニエルは結局大工を選んだ。[33]
- 「ハンプティ・ダンプティ」 (Humpty Dumpty) ：第6章で引用されるもので、非常によく知られている短いマザー・グース。「ハンプティ・ダンプティ」が塀から落ちて元にもどらなくなる、という内容で、もともとは「卵」を正解とする謎かけ唄の一種であった。本作中でも卵を擬人化したハンプティ・ダンプティが塀の上に座り、章の最後に大きな音を立てて落下する。

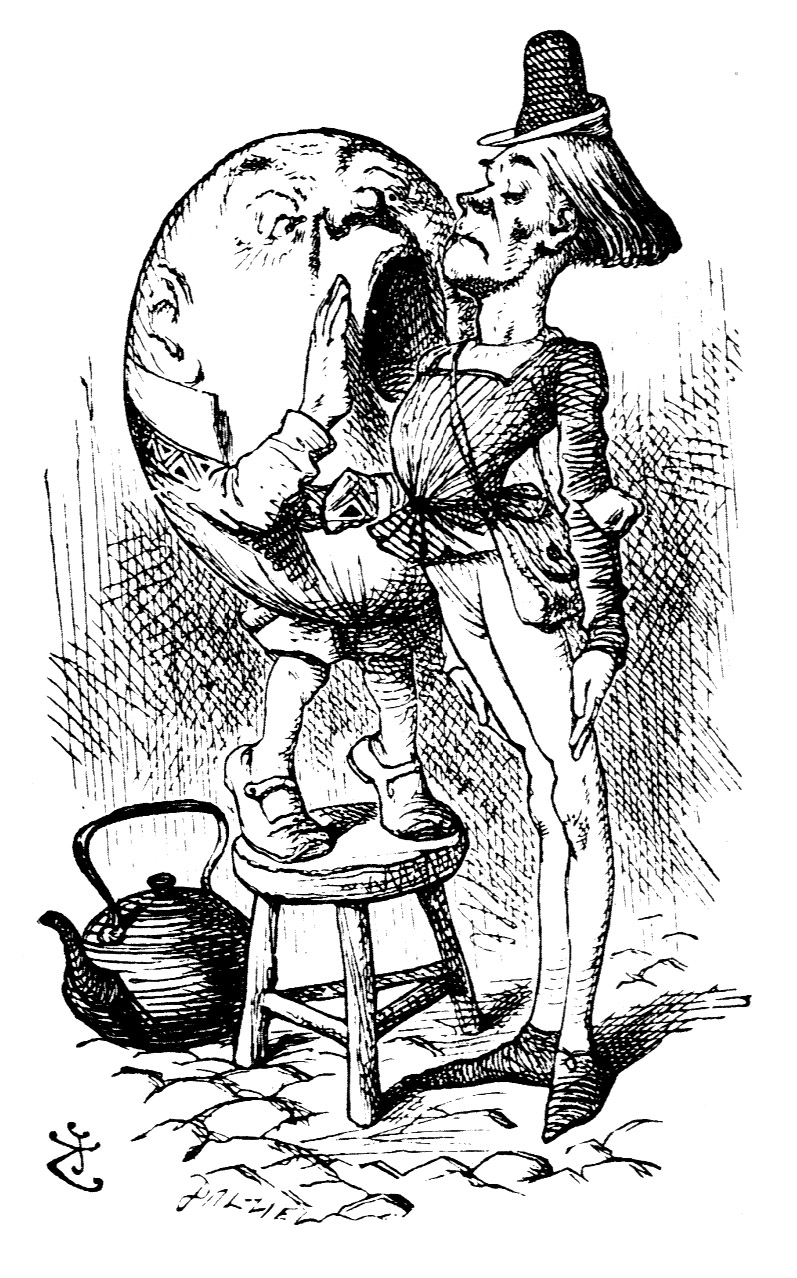
「野の白くなる冬に･･･」

- 「野の白くなる冬に･･･」 (In Winter when the fields are white...) ：第6章でハンプティ・ダンプティが別れ際にアリスに聞かせる詩。海辺の生き物に対して用事を書き付けて送るが彼らが意に沿おうとせず、使者までがつっけんどんな口を利くので自分で出向いていく、というよくわからない内容で、ドアの取っ手に手をかけたところで突然ぷっつり詩行が切れて終わる。キャロルの伝記作者リチャード・ケリーは、この詩が二つのアリスの物語中で最低の作と評している[34]。マーティン・ガードナーは、この詩に影響を与えている可能性があるものとして、ヴィクトリア朝の詩人ウェイセン・マーク・ウィルクス・コールの「夏の日」を紹介している[35]。またこの詩の唐突な終わり方は、ハンプティ・ダンプティのぶっきらぼうな別れの言葉や、アリスの独白の中断で終わるこの章自体の終わり方に対応しているとの指摘がある[36]。
- 「ライオンとユニコーン」 (The Lion and The Unicorn) ：第7章で引用されるマザー・グース[注 3]。ライオンとユニコーンが王冠をかけて町中で戦い、パンやプラムケーキを与えられて太鼓で追い出された、という内容で、本作中でもその通りに物語が展開し、プラムケーキを切る役をアリスが務めることになる。この唄は17世紀はじめのイングランドとスコットランドの統合のことを唄ったものと言われている（ライオンはイングランドの、ユニコーンはスコットランドの紋章を支える動物）[37]。

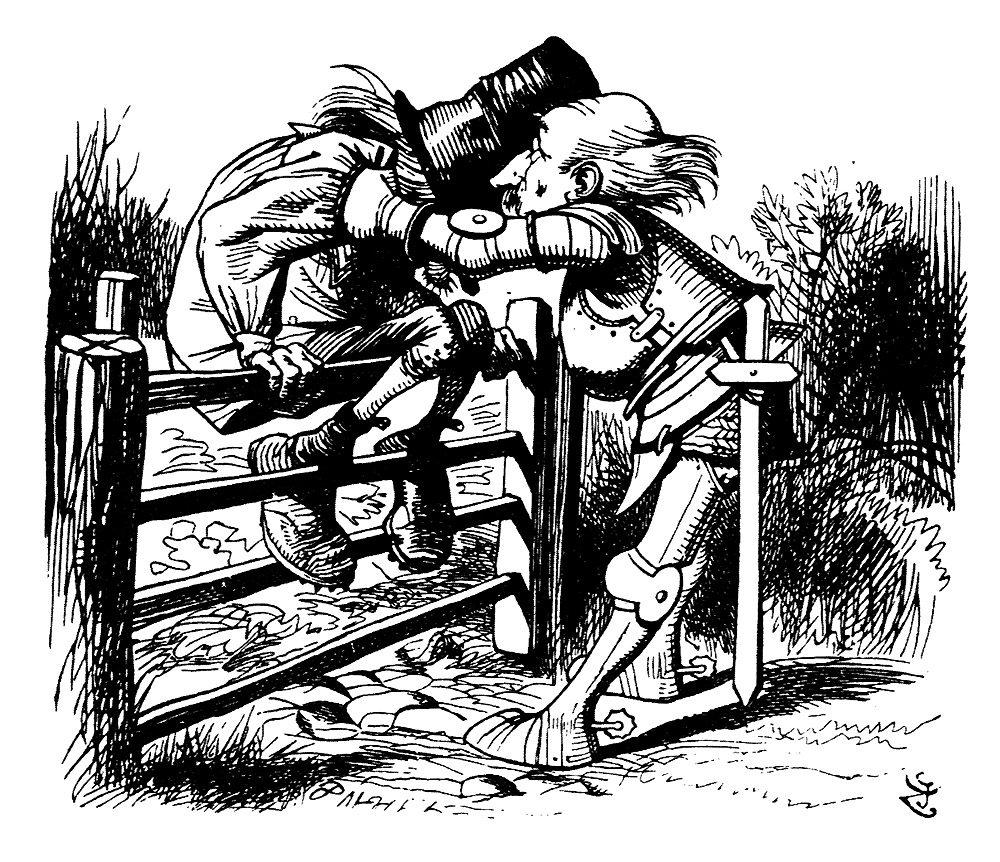
「柵の上に腰掛けて」

- 「柵の上に腰掛けて」 (A-sitting on a gate) ：第8章で、白の騎士が別れ際にアリスに贈る長い唄[注 4]。内容は、柵の上に腰掛けた老いた男に彼の生計の手段を尋ねて、男は蝶で羊のパイを作るだとか、野山に火をつけて髪油をつくるといったおかしな話をするが、聞き手のほうは自分の発明のことに気を奪われていて何度も聞き返さねばならず、その都度老いた男は違う返答をするというもの。この詩はキャロルが1856年に『汽車』という雑誌に匿名で寄稿した「人気のない荒野で」という詩を改訂したものになっており、もともとはワーズワースの詩「決断と独立」の主題のパロディであった[38]。白の騎士が独自に考案したと吹聴するこの歌の節回しを、アリスは「わがすべてを君に奉げん」という歌の節回しそのままだと気づくが、この歌はトマス・ムーアの詩「わが心の琴」にヘンリー・ローリー・ビショップが曲をつけたもので、「柵の上に･･･」の韻律の組み立てと押韻構成もムーアの詩によっている[39]。
- 「ハッシャバイ・レイディ、アリスの膝で！･･･」 (Hush-a-by lady, in Alice's lap! ...) ：第9章で、赤の女王がアリスの代わりに白の女王の子守唄として唄う短い唄。子守唄としてよく知られているマザーグース「ハッシャバイ、ベイビー（英語版）」のパロディで、原詩は木の上のゆりかごが赤ちゃんごと落っこちたというもの[40]。
- 「鏡の国に対してアリスは言った･･･」 (To the Looking-Glass world it was Alice that said...) ： 第9章で、女王となったアリスがアーチをくぐると中から聞こえてくる歌で、女王アリスのディナーへの呼びかけにコーラスが盛大に応えるというもの。この歌はウォルター・スコットの戯曲『デヴァーゴイルの運命』に登場する「ボニー・ダンディ」という詩のパロディになっている。ボニー・ダンディ（英語版）は名誉革命時に王党派として戦ったジョン・グレアム・オブ・クラヴァーハウスのことで、この詩は彼の戦功を讃える内容である。[41]
- 「はじめに、それを捕まえなければ。･･･」 (First, the fish must be caught. ...) ：第9章にて、女王となったアリスのためのディナーパーティ上で白の女王が出すなぞなぞ歌。赤子でも捕まえられ、1ペニーで買うことができ、1分もかからず料理ができ、皿に受けるまでもなくすでに皿に乗っているが、その皿蓋は容易に開けることができない、というもので、本作中では提示されないが答えは牡蠣である。この詩の答えは、1878年の『面白半分』という雑誌の10月30日号に、なぞなぞのほうと同じ韻律による詩の形で掲載された。この答えの詩は一般読者の寄稿したものをキャロルが添削したものである。[42]
- 「晴れわたる空の下で舟は･･･」 (A boat beneath a sunny sky, ...) ：巻末に置かれている跋詩。かつての舟遊びのことをもう一度思い返しつつ、それがすでに遠い昔となり、アリスもすでに幻としてしか現れなくなったと嘆きながら、最後に「現実は夢でなくてなんであろうか」(Life, what is it but a dream ?)  と締めくくる。この詩は踏冠詩（アクロスティック）であり、それぞれの詩行の最初の一字をつなげていくとアリス・リデルのフルネーム「アリス・プレザンス・リデル」 (Alice Pleasance Liddell) となる[43]。

## 日本語訳
日本語への初の翻訳は、わかっている限りでは1899年（明治32年）、『少年世界』（博文館）に掲載された長谷川天渓訳「鏡世界―西洋お伽噺」が最初で、『不思議の国のアリス』の初訳（須磨子訳『アリス物語』1908年）よりも早い。長谷川の訳は原著に忠実な訳ではなく、長谷川の創作がかなりの程度混じった翻案・パロディに近いもので、主人公の名前も「美（みい）ちゃん」に変えられている。西條八十はこの長谷川訳に触発され、1921年（大正10年）より自身の訳「鏡國めぐり」を『金の船』（キンノツノ社）に1年間にわたって連載し、翌年『西條八十童話集』の第一編として刊行している。西條の訳もやはり忠実な翻訳ではなく、原作の8章までの内容に西條が自由に肉付けした内容になっている。主人公の名前も「アリス」ではなく「あやちゃん」である。
前年の1920年（大正9年）には楠山正雄が『不思議の國 第一部アリスの夢、第二部鏡のうら』として、正編続編を合わせた訳を家庭読物刊行会から出版しており、『鏡の国のアリス』の本格的な翻訳はこの楠山訳が初と思われる。物語の訳題に『鏡の国のアリス』を用いたのも、楠山がこの訳を改題して1948年に小峰青山文庫より『ふしぎの国のアリス』『かがみの国のアリス』としてそれぞれ出版したのがおそらく初である。ただし、これより前の1928年に、長澤才助が『アリス』の翻案劇の訳題として『鏡の国のアリス』を用いた例がある。
その後も『不思議の国のアリス』と並んでたびたび日本語への翻訳が行われており、戦後以降も矢川澄子、北村太郎、高山宏、柳瀬尚紀、脇明子、河合祥一郎、安井泉、多田幸蔵、生野幸吉、山形浩生ほか多くの訳者の訳が、様々なイラストレーターと組み合わされて刊行されている。もっとも『不思議の国のアリス』のみが訳される場合も多いため、『不思議の国』と比べればその数は少ない。

## 影響・翻案
宮沢賢治は『注文の多い料理店』（1924年）の広告文の中で、自身の作品の舞台であるイーハトーヴについて「強（しい）て、その地点を求むるならばそれは、（略）少女アリスが辿った鏡の国と同じ世界の中」と記しており、『鏡の国のアリス』を読んでいたことをうかがわせる。賢治研究者でもある詩人の天沢退二郎は、これと同じ時期に書かれた『銀河鉄道の夜』の中の、少年ジョバンニが気づかないうちに汽車の中にいるというような場面などに『鏡の国のアリス』との共通点を見いだしている。
シュルレアリストのアントナン・アルトーは1945年ころ、アンリ・パリゾーの勧めにしたがって『鏡の国のアリス』の第6章「ハンプティ・ダンプティ」を訳出している。しかしこの章で扱われている「ジャバウォックの詩」に対してアルトーは「魂を欠いている」としてはっきり嫌いであると述べ、パリゾー宛ての手紙のなかで、精神的苦悩を知らない表層の詩であるとして酷評した。のちのポストモダニズムの思想家ジル・ドゥルーズは、『意味の論理学』（1969年）第13章においてこのアルトーによる「ジャバウォックの詩」の訳を扱っており、この中でドゥルーズは訳語に見られるアルトーの言語が「深層のノンセンス」に属する「精神分裂病者の言語」であると分析し、キャロルの「（いわば表層の）ノンセンス」との差異を論じている。
『鏡の国のアリス』は、映像化においては『不思議の国のアリス』にその要素を組み合わせたり、『不思議の国のアリス』との前後編の構成が取られたりといったことも行われている。例えばディズニーのアニメ映画『ふしぎの国のアリス』は、ベースは『不思議の国のアリス』だが、『鏡の国のアリス』のトウィードルダムとトウィードルディーが登場するほか、ハートの女王の言動に赤の女王のそれが用いられるなどしている。『鏡の国のアリス』単独の映像化の例としては、ジョン・ヘンダーソン監督の1998年のテレビ映画『アナザーワールド鏡の国のアリス』などがある。また1936年のディズニーの短編映画『ミッキーの夢物語』は、ミッキーマウスのキャラクターで『鏡の国のアリス』の物語を辿ったものである。ただしこの作品ではチェスではなくトランプをモチーフにしている（不思議の国のアリスの映像作品も参照）。
特に『鏡の国のアリス』に関わる後世の創作には以下のようなものがある。ただし引用・言及のみのものや題名のみのパロディなどは除く。前作を含めた「アリス」全般が関わるものについては不思議の国のアリス#翻案を参照。
- 音楽
  - ディームズ・テイラーの管弦楽曲（作品12）「鏡の国のアリス」（1918年）
  - ザ・ビートルズの楽曲「アイ・アム・ザ・ウォルラス」（1967年） - ジョン・レノン作による歌詞は本作中の詩「セイウチと大工」から着想を得ており、「ウォルラス（セイウチ）」「エッグマン（ハンプティ・ダンプティ）」などの登場キャラクターが歌詞に登場する。
  - 木下牧子の混声合唱組曲『三つの不思議な物語』（1993年） - 他国の詩の日本語訳による全3曲からなる組曲で、第3曲が「セイウチと大工」（吉田映子訳）。
  - 緒方恵美のアルバム 『鏡の国のアリス』（2004年） - 表題曲を収録する。

- 小説
  - 広瀬正のSF小説『鏡の国のアリス』（1972年） - 本作を題材にした同題の長編SF小説で、左右が逆転した世界を扱った。この作品内では、キャロルの元作品への言及も行われている。
  - アイザック・アシモフの短編小説「不思議な省略」（『黒後家蜘蛛の会 1』所収、1972年） - 『鏡の国のアリス』第1章でチェスの駒が登場する場面で、キャロルの本文にビショップの駒だけが言及されていない謎をテーマにしたもの。